# Recopa Sudamericana 2017
La Recopa Sudamericana 2017, oficialmente Conmebol Recopa Sudamericana 2017, fue la vigésimo quinta edición del torneo organizado por la Confederación Sudamericana de Fútbol, que enfrenta anualmente al campeón de la Copa Libertadores de América con el campeón de la Copa Sudamericana.
Los equipos que la disputaron fueron Atlético Nacional de Colombia, campeón de la Copa Libertadores 2016, y Chapecoense de Brasil, vencedor de la Copa Sudamericana 2016.
Se trató específicamente de una reedición de esta última, dado que ambos clubes no se enfrentaron en dicha final por el previo accidente aéreo ocurrido con el equipo brasileño. Los clubes se enfrentaron en dos partidos disputados los días 4 de abril y 10 de mayo de 2017 en los estadios Arena Condá y Atanasio Girardot. Con un marcador global de 5-3, Atlético Nacional se consagró campeón del torneo, logrando su primer título en la competición.

## Equipos participantes
|  | Atlético Nacional |  | Bandera de Colombia |  | Campeón de la Copa Libertadores (2016) |
|  | Chapecoense       |  | Bandera de Brasil   |  | Campeón de la Copa Sudamericana (2016) |

## Sedes
| Chapecó                        | Medellín                       |
| ------------------------------ | ------------------------------ |
| Arena Condá                    | Estadio Atanasio Girardot      |
| Capacidad: 20 289 espectadores | Capacidad: 48 700 espectadores |
|                                |                                |

## Resultados
| Bandera de Colombia   | vs. | Bandera de Brasil |
| Atlético Nacional 1 4 | vs. | Chapecoense 2 1   |

### Partido de ida
| 4 de abril de 2017, 19:15 (UTC-3) | Chapecoense                           | 2:1 (1:0) | Atlético Nacional | Arena Condá, Chapecó                                            |                                                                 |
|                                   | Reinaldo 23' (pen.) · Luiz Otávio 73' | Reporte   | Torres 58'        | Asistencia: 19 005 espectadores Árbitro(s): Mario Díaz de Vivar | Asistencia: 19 005 espectadores Árbitro(s): Mario Díaz de Vivar |

| 1          | POR        | Artur Moraes   |     |
| 22         | DEF        | Luís Apodi     |     |
| 3          | DEF        | Douglas Grolli | 46' |
| 4          | DEF        | Nathan Cardoso |     |
| 6          | DEF        | Reinaldo       |     |
| 2          | MED        | João Pedro     |     |
| 18         | MED        | Luiz Antônio   | 66' |
| 8          | MED        | Andrei Girotto |     |
| 7          | DEL        | Rossi          |     |
| 10         | DEL        | Túlio de Melo  | 72' |
| 17         | DEL        | Arthur         |     |
| Entrenador | Entrenador | Vágner Mancini |     |

| 25         | POR        | Franco Armani    |     |
| 2          | DEF        | Daniel Bocanegra |     |
| 12         | DEF        | Alexis Henríquez |     |
| 3          | DEF        | Felipe Aguilar   |     |
| 19         | DEF        | Farid Díaz       |     |
| 8          | MED        | Diego Arias      |     |
| 20         | MED        | Alejandro Bernal | 78' |
| 11         | MED        | Andrés Ibargüen  | 89' |
| 10         | DEL        | Macnelly Torres  |     |
| 9          | DEL        | Luis Carlos Ruiz |     |
| 17         | DEL        | Dayro Moreno     | 72' |
| Entrenador | Entrenador | Reinaldo Rueda   |     |

| 21 | DEF | Luiz Otávio         | 46' |
| 5  | MED | Ribeiro             | 66' |
| 9  | DEL | Wellington Paulista | 72' |

| 18 | MED | Aldo Leão Ramírez | 72' |
| 21 | DEL | Jhon Mosquera     | 78' |
| 7  | MED | Arley Rodríguez   | 89' |

| Anotado · Penal | 23' | Reinaldo    | 1:0 |
| Anotado         | 73' | Luiz Otávio | 2:1 |

| Anotado | 58' | Macnelly Torres | 1:1 |

| Amonestado | 77' | Luís Apodi |

| Amonestado | 23'   | Daniel Bocanegra |
| Amonestado | 88'   | Diego Arias      |
| Amonestado | 90+1' | Alexis Henríquez |

| Árbitro             | Mario Díaz de Vivar |
| Árbitros asistentes | Milcíades Saldívar  |
| Árbitros asistentes | Roberto Cañete      |
| Cuarto árbitro      | José Méndez         |

| 1          | POR        | Artur Moraes   |     |
| 22         | DEF        | Luís Apodi     |     |
| 3          | DEF        | Douglas Grolli | 46' |
| 4          | DEF        | Nathan Cardoso |     |
| 6          | DEF        | Reinaldo       |     |
| 2          | MED        | João Pedro     |     |
| 18         | MED        | Luiz Antônio   | 66' |
| 8          | MED        | Andrei Girotto |     |
| 7          | DEL        | Rossi          |     |
| 10         | DEL        | Túlio de Melo  | 72' |
| 17         | DEL        | Arthur         |     |
| Entrenador | Entrenador | Vágner Mancini |     |

| 25         | POR        | Franco Armani    |     |
| 2          | DEF        | Daniel Bocanegra |     |
| 12         | DEF        | Alexis Henríquez |     |
| 3          | DEF        | Felipe Aguilar   |     |
| 19         | DEF        | Farid Díaz       |     |
| 8          | MED        | Diego Arias      |     |
| 20         | MED        | Alejandro Bernal | 78' |
| 11         | MED        | Andrés Ibargüen  | 89' |
| 10         | DEL        | Macnelly Torres  |     |
| 9          | DEL        | Luis Carlos Ruiz |     |
| 17         | DEL        | Dayro Moreno     | 72' |
| Entrenador | Entrenador | Reinaldo Rueda   |     |

| 21 | DEF | Luiz Otávio         | 46' |
| 5  | MED | Ribeiro             | 66' |
| 9  | DEL | Wellington Paulista | 72' |

| 18 | MED | Aldo Leão Ramírez | 72' |
| 21 | DEL | Jhon Mosquera     | 78' |
| 7  | MED | Arley Rodríguez   | 89' |

| Anotado · Penal | 23' | Reinaldo    | 1:0 |
| Anotado         | 73' | Luiz Otávio | 2:1 |

| Anotado | 58' | Macnelly Torres | 1:1 |

| Amonestado | 77' | Luís Apodi |

| Amonestado | 23'   | Daniel Bocanegra |
| Amonestado | 88'   | Diego Arias      |
| Amonestado | 90+1' | Alexis Henríquez |

| Árbitro             | Mario Díaz de Vivar |
| Árbitros asistentes | Milcíades Saldívar  |
| Árbitros asistentes | Roberto Cañete      |
| Cuarto árbitro      | José Méndez         |

### Partido de vuelta
| 10 de mayo de 2017, 19:45 (UTC-5) | Atlético Nacional                | 4:1 (2:0) | Chapecoense       | Estadio Atanasio Girardot, Medellín                       |                                                           |
|                                   | Moreno 2' 66' · Ibargüen 30' 79' | Reporte   | Túlio de Melo 82' | Asistencia: 40 450 espectadores Árbitro(s): Roberto Tobar | Asistencia: 40 450 espectadores Árbitro(s): Roberto Tobar |

| 25         | POR        | Franco Armani     |       |
| 2          | DEF        | Daniel Bocanegra  |       |
| 12         | DEF        | Alexis Henríquez  |       |
| 5          | DEF        | Francisco Nájera  |       |
| 19         | DEF        | Farid Díaz        |       |
| 8          | MED        | Diego Arias       | 90+1' |
| 18         | MED        | Aldo Leão Ramírez | 70'   |
| 10         | MED        | Macnelly Torres   |       |
| 7          | DEL        | Arley Rodríguez   |       |
| 17         | DEL        | Dayro Moreno      |       |
| 11         | DEL        | Andrés Ibargüen   | 90+2' |
| Entrenador | Entrenador | Reinaldo Rueda    |       |

| 1          | POR        | Artur Moraes        |     |
| 2          | DEF        | João Pedro          |     |
| 3          | DEF        | Douglas Grolli      |     |
| 4          | DEF        | Nathan Cardoso      |     |
| 6          | DEF        | Reinaldo            |     |
| 8          | MED        | Andrei Girotto      |     |
| 5          | MED        | Moisés Ribeiro      |     |
| 18         | MED        | Luiz Antônio        | 46' |
| 19         | DEL        | Osman Júnior        |     |
| 9          | DEL        | Wellington Paulista | 82' |
| 17         | DEL        | Arthur              | 75' |
| Entrenador | Entrenador | Vágner Mancini      |     |

| 14 | MED | Elkin Blanco     | 70'   |
| 15 | MED | Juan Pablo Nieto | 90+1' |
| 16 | DEL | Cristian Dájome  | 90+2' |

| 22 | DEF | Luís Apodi    | 46' |
| 10 | DEL | Túlio de Melo | 75' |
| 11 | DEL | Niltinho      | 82' |

| Anotado | 2'  | Dayro Moreno    | 1:0 |
| Anotado | 30' | Andrés Ibargüen | 2:0 |
| Anotado | 66' | Dayro Moreno    | 3:0 |
| Anotado | 79' | Andrés Ibargüen | 4:0 |

| Anotado | 82' | Túlio de Melo | 4:1 |

| Amonestado | 55' | Andrés Ibargüen |
| Amonestado | 83' | Arley Rodríguez |
| Amonestado | 84' | Elkin Blanco    |

| Amonestado | 23' | Artur Moraes   |
| Amonestado | 28' | Reinaldo       |
| Amonestado | 45' | Moisés Ribeiro |
| Amonestado | 56' | Andrei Girotto |
| Amonestado | 65' | Nathan Cardoso |

|  |  |  |

| Expulsado | 87' | Andrei Girotto |

| Árbitro             | Roberto Tobar   |
| Árbitros asistentes | Marcelo Barraza |
| Árbitros asistentes | Claudio Ríos    |
| Cuarto árbitro      | Jorge Osorio    |

| 25         | POR        | Franco Armani     |       |
| 2          | DEF        | Daniel Bocanegra  |       |
| 12         | DEF        | Alexis Henríquez  |       |
| 5          | DEF        | Francisco Nájera  |       |
| 19         | DEF        | Farid Díaz        |       |
| 8          | MED        | Diego Arias       | 90+1' |
| 18         | MED        | Aldo Leão Ramírez | 70'   |
| 10         | MED        | Macnelly Torres   |       |
| 7          | DEL        | Arley Rodríguez   |       |
| 17         | DEL        | Dayro Moreno      |       |
| 11         | DEL        | Andrés Ibargüen   | 90+2' |
| Entrenador | Entrenador | Reinaldo Rueda    |       |

| 1          | POR        | Artur Moraes        |     |
| 2          | DEF        | João Pedro          |     |
| 3          | DEF        | Douglas Grolli      |     |
| 4          | DEF        | Nathan Cardoso      |     |
| 6          | DEF        | Reinaldo            |     |
| 8          | MED        | Andrei Girotto      |     |
| 5          | MED        | Moisés Ribeiro      |     |
| 18         | MED        | Luiz Antônio        | 46' |
| 19         | DEL        | Osman Júnior        |     |
| 9          | DEL        | Wellington Paulista | 82' |
| 17         | DEL        | Arthur              | 75' |
| Entrenador | Entrenador | Vágner Mancini      |     |

| 14 | MED | Elkin Blanco     | 70'   |
| 15 | MED | Juan Pablo Nieto | 90+1' |
| 16 | DEL | Cristian Dájome  | 90+2' |

| 22 | DEF | Luís Apodi    | 46' |
| 10 | DEL | Túlio de Melo | 75' |
| 11 | DEL | Niltinho      | 82' |

| Anotado | 2'  | Dayro Moreno    | 1:0 |
| Anotado | 30' | Andrés Ibargüen | 2:0 |
| Anotado | 66' | Dayro Moreno    | 3:0 |
| Anotado | 79' | Andrés Ibargüen | 4:0 |

| Anotado | 82' | Túlio de Melo | 4:1 |

| Amonestado | 55' | Andrés Ibargüen |
| Amonestado | 83' | Arley Rodríguez |
| Amonestado | 84' | Elkin Blanco    |

| Amonestado | 23' | Artur Moraes   |
| Amonestado | 28' | Reinaldo       |
| Amonestado | 45' | Moisés Ribeiro |
| Amonestado | 56' | Andrei Girotto |
| Amonestado | 65' | Nathan Cardoso |

|  |  |  |

| Expulsado | 87' | Andrei Girotto |

| Árbitro             | Roberto Tobar   |
| Árbitros asistentes | Marcelo Barraza |
| Árbitros asistentes | Claudio Ríos    |
| Cuarto árbitro      | Jorge Osorio    |

|                                       |
| Bandera de Colombia                   |
| Campeón Atlético Nacional 1.er título |